# Margarethe von Wrangell
Margarethe Mathilde von Wrangell (7 de gener de 1877, Moscou, Imperi Rus - 21 de març de 1932, Stuttgart, Alemanya) fou una química agrícola russa-alemanya i la primera dona que fou professora titular d'una universitat alemanya, l'actual Universitat de Hohenheim. La seva recerca més important se centrà en l'estudi dels nutrients dels sòls i la seva absorció per les plantes.
Von Wrangell era filla del baró Karl Fabian von Wrangell (1839-1889), membre d'una aristocràtica família alemanya bàltica, i de la seva esposa Julia Ida Marie. Passà la seva infància a Moscou, Ufà i Reval (avui Tallinn, Estònia) i assistí a una escola per a nenes alemanyes d'aquesta ciutat. Després d'aprovar amb honors l'examen d'aptitud per a la docència en 1894, impartí classes particulars de ciències durant uns anys, pintà i escriví contes. El 1903 assistí a un curs de botànica a la Universitat de Greifswald, Regne de Prússia, que la motivà per seguir estudis superiors de ciència. La primavera del 1904 ingressà a la Universitat de Leipzig, Regne de Saxònia, per estudiar ciències naturals. El 1909 obtingué el seu doctorat en química a la Universitat de Tübingen, Württemberg, amb qualificació summa cum laude. El tema de la seva tesi doctoral fou "Isomerisme de l'èster de formil de l'àcid glutacònic i els seus derivats de brom". El mateix any treballà com a assistent a l'Estació Experimental Agrícola de Dorpat (actualment Tartu, Estònia). El 1910 viatjà a Londres per treballar amb el químic William Ramsay (1852-1916) en el camp de la radiació. A l'any següent, esdevingué assistent a l'Institut de Química Inorgànica i Física d'Estrasburg, França, i el 1912 treballà durant diversos mesos amb Marie Curie (1867-1934) a París. A finals d'aquest any, fou nomenada cap de l'Estació Experimental Agrícola d'Estònia de l'Associació Agrícola de Reval. La seva principal tasca era supervisar les llavors, els pinsos i els fertilitzants. En el curs de la Revolució Russa, el seu institut fou tancat i ella arrestada, encara que aconseguí fugir a Alemanya el 1918.
A partir de l'estiu de 1918, von Wrangell treballà al Col·legi Agrícola de Hohenheim, Stuttgart, i des de 1920 com a cap de departament. Els seus primers experiments científics se centraren en el comportament del fòsfor al sòl. El 1920 completà la seva habilitació al mateix centre amb una tesi sobre l'absorció d'àcid fosfòric i les reaccions al sòl. El 1923 fou nomenada professora titular de Nutrició Vegetal, essent la primera dona a aconseguir una plaça d'aquest tipus a Alemanya. Amb el suport financer de govern, se li atorgà el seu propi Institut de Nutrició Vegetal, dotat de laboratoris i un camp experimental, que dirigí fins a la seva mort el 1932. El 1928, a cinquanta-un anys, es casà amb el príncep Vladimir Andronikov i se li permeté mantenir el càrrec, cosa no habitual en aquell temps quan una dona es casava.